# Апостольский нунций в Сент-Винсенте и Гренадинах
Апостольский нунций в Королевстве Сент-Винсент и Гренадины — дипломатический представитель Святого Престола в Сент-Винсенте и Гренадинах. Данный дипломатический пост занимает церковно-дипломатический представитель Ватикана в ранге посла. Апостольская нунциатура на Сент-Винсенте и Гренадинах была учреждена на постоянной основе 17 апреля 1990 года.
В настоящее время Апостольским нунцием на Сент-Винсенте и Гренадинах является архиепископ Сантьяго Де Вит Гусман, назначенный Папой Франциском 30 июля 2022 года.

## История
Апостольская нунциатура в Сент-Винсенте и Гренадинах была учреждена на постоянной основе 17 апреля 1990 года, бреве Universalis per terras папы римского Иоанна Павла II, отделяя её от апостольской делегатуры на Антильских островах. Однако апостольский нунций не имеет официальной резиденции в Сент-Винсенте и Гренадинах, в его столице Кингстауне и является апостольским нунцием по совместительству, эпизодически навещая страну. Резиденцией апостольского нунция в Сент-Винсенте и Гренадинах является Порт-оф-Спейн — столица Тринидада и Тобаго.

## Апостольские нунции в Сент-Винсенте и Гренадинах
- Эудженио Сбарбаро — (7 февраля 1991 — 26 апреля 2000 — назначен апостольским нунцием в Югославии);
- Эмиль-Поль Шерриг — (8 июля 2000 — 22 мая 2004 — назначен апостольским нунцием в Корее);
- Томас Галликсон — (2 октября 2004 — 21 мая 2011 — назначен апостольским нунцием на Украине);
- Никола Джирасоли — (29 октября 2011 — 16 июня 2017 — назначен апостольским нунцием в Перу);
- Фортунатус Нвачукву — (4 ноября 2017 — 17 декабря 2021 — назначен постоянным наблюдателем Святого Престола при отделении ООН и специализированных учреждений ООН в Женеве);
- Сантьяго Де Вит Гусман — (30 июля 2022 — по настоящее время).